# Wachregiment Feliks Dzierzynski

Stasis emblem

Vaktregementet Felix Dzerzjinskijs fana.

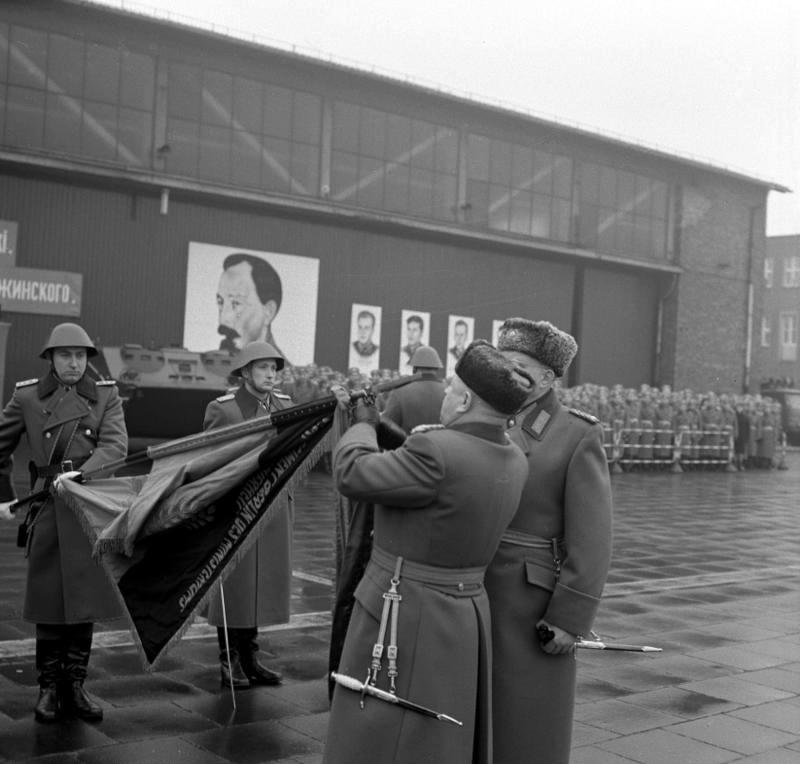
Statssäkerhetsministern, generalöverste Erich Mielke tilldelar 1967 Wachregiment Berlin hedersnamnet "Feliks Edmundowitsch Dzierzynski"

Wachregiment Feliks Dzierzynski, (svenska: Vaktregementet Felix Dzerzjinskij) var den militära grenen inom det forna Östtysklands hemliga säkerhetsorgan Stasi. Regementet som skapades i november 1954, fick 1967 namn av den polsk-ryske kommunisten Felix Dzerzjinskij, skapare och förste chef för tjekan under den tidiga sovjetstaten.
Regementet betraktades som en elit inom de interna säkerhetsstyrkorna, och bestod av så mycket som 11 400 man under det sena 1980-talet. Regementet var stationerat i Östberlin, och hade som huvuduppgift att bevaka viktiga installationer och regeringsbyggnader i staden, ingripa vid upplopp och ge väpnad assistans till övriga Stasienheter som opererade där. I krig skulle regementet utgöra spjutspetsen vid angrepp mot Västberlin.

## Rekrytering och utbildning
Regementet var en attraktiv tjänstgöringsplats för många unga östtyska män under den kommunistiska tiden, mycket på grund av den hjältestatus och prestige som omslöt förbandet. Anställda och soldater åtnjöt exklusiva förmåner, och antagningsproceduren var mycket avancerad; till exempel blev varje frivillig noggrant undersökt, såväl medicinskt, psykiskt som intellektuellt. De fick även undergå ett krävande förhör med ett antal Stasi-agenter.
Den som antogs skickades sedan till regementets övningsområde utanför Östberlin. Här övades soldaterna och skolades såväl militärt som politiskt. Efter avslutad utbildning stationerades de vid någon av regementets kaserner i Östberlin och förväntades tjänstgöra minst tre år.

## Organisation
Trots klassificeringen som regemente var snarare förbandet att betrakta som en brigad eller division, i alla fall om man såg till numerären. Regementet bestod av tre "kommandogrupper", två av dessa bestod av tre motoriserade infanteribataljoner, ett granatkastarbatteri, pansarvärnsbatteri och luftvärnsbatteri. Den tredje kommandogruppen bestod av tre utbildningsbataljoner.
Regementet hade även understödsförband i form av ett spaningskompani samt vardera en artilleri-, ingenjörs-, signal-, transport- och underhållsbataljon. Förbanden var motoriserade med trupptransportfordonstyperna PSzH-IV och BTR-60. Dessutom ingick även en helikopterskvadron bestående av vardera sex stycken Mil Mi-2, Mil Mi-8 och Mil Mi-24.